# 6280 Sicardy
6280 Sicardy (1980 RJ) là một tiểu hành tinh vành đai chính được phát hiện ngày 2 tháng 9 năm 1980 bởi E. Bowell ở Flagstaff.